# Caroline Persoons
Caroline Persoons (Namen, 7 april 1965) is een Belgisch politica van DéFI.

## Levensloop
Ze was de dochter van François Persoons, FDF-politicus, staatssecretaris en burgemeester van Sint-Pieters-Woluwe. Als licentiate in de rechten aan de UCL werd Persoons beroepshalve juriste.
Van 1990 tot 1995 was Persoons parlementair assistente en onderzoekster op het Studiecentrum Jacques Georgin, de studiedienst van FDF. Van 1993 tot 1994 was ze voorzitster van de jongerenafdeling van het FDF, van 2000 tot 2006 was ze secretaris-generaal van de partij en van 2006 tot 2015 schatbewaarster. Van 2015 tot 2017 was ze voorzitster van het Permanent Comité van de Brusselse afdeling van DéFI, de opvolger van FDF. Ook was ze van 1991 tot 1995 lid van het Monitoringscomité van de Franse Taalwetgeving en van 1995 tot 2001 lid van het Juridisch College van het Brussels Hoofdstedelijk Gewest.
Van 1995 tot 2019 zetelde zij in het Brussels Hoofdstedelijk Parlement, alsook van 1995 tot 2017 in het Parlement van de Franse Gemeenschap. Tevens was ze van 2009 tot 2010 als gemeenschapssenator lid van de Belgische Senaat en van 2003 tot 2004 voorzitter van het Parlement francophone bruxellois, waar ze van 2004 tot 2009 eveneens MR-fractieleidster was. In 2017 nam ze wegens persoonlijke redenen ontslag als volksvertegenwoordiger van de Franse Gemeenschap. Van januari tot mei 2019 was ze na het ontslag van Michel Colson opnieuw lid van het Parlement van de Franse Gemeenschap. Bij de verkiezingen van mei 2019 was Persoons kandidaat voor het Europees Parlement, maar ze raakte niet verkozen.
Van 2001 tot 2018 was ze tevens gemeenteraadslid van Sint-Pieters-Woluwe en van 2012 tot 2018 was ze schepen van Cultuur. Bij de gemeenteraadsverkiezingen van 2018 kwam ze niet meer op.
Na haar actieve politieke loopbaan werd Persoons zelfstandig administratief en juridisch adviseur voor artiesten en vzw's.

## Trivia
- Op 6 juni 2009 werd zij benoemd tot officier in de Leopoldsorde.